# Droga wojewódzka 226
Die Droga wojewódzka 226 (DW 226) ist eine polnische Woiwodschaftsstraße innerhalb der Woiwodschaft Pommern. Auf einer Länge von 46 Kilometern verläuft sie von Nordosten nach Südwesten und verbindet die beiden Kreise Danzig und Kościerzyna (Berent). Außerdem ist sie Bindeglied zwischen dem Landkreis Großes Werder (Żuław Gdański) und der Kaschubischen Schweiz sowie den Landesstraßen (DK) DK 7 (Europastraße 77) und DK 1 (Europastraße 75), der Schnellstraße 6 (Europastraße 28) und den Woiwodschaftsstraßen DW 227, DW 222, DW 233 und DW 221.

## Straßenverlauf
Woiwodschaft Pommern:
Powiat Gdański (Kreis Danzig):
- Przejazdowo (Quadendorf) (→ DK 7 (Europastraße 77): Danzig – Warschau – Chyżne/Slowakei, und DW 501: Przejazdowo – Piaski (Neukrug))
- Dziewięć Włók (Neunhuben)
- Wiślina (Hochzeit)
- Rokitnica (Müggenhahl)

~ Motława (Kleine Mottlau) ~
- Pruszcz Gdański (Praust) (→ DK 1 (Europastraße 75): Danzig – Cieszyn (Teschen)/Tschechien, S 6: Pruszcz Gdański – Stettin, und DW 227: Pruszcz Gdański – Wocławy (Wotzlaff))

X Polnische Staatsbahn (PKP)-Linie 9: Danzig – Warschau X
X PKP-Linie 229: Pruszcz Gdański – Łeba (Leba) X
- Wojanowo (Woynow)
- Świńcz (Schwintsch)
- Zabianka (Schabianken)
- Kleszczewo (Groß Kleschkau) (→ DW 222: Danzig – Starogard Gdański (Preußisch Stargard) – Skórcz (Skurz))

~ Kłodawa (Klodau) ~
- Warcz (Wartsch)
- Domachowo (Domachau)
- Mierzeszyn (Meisterswalde) (→ DW 233: Mierzeszyn – Miłowo (Schöneck) – Trzepowo (Strippau))
- Błotina (Braunsdorf)
- Olszanka (Ellerbruch)
- Sucha Huta (Trockenhütte)

o 1919–1939: Grenze Freie Stadt Danzig/Polen o
Powiat Kościerski (Kreis Berent):
- Guzy (Gosen)
- Szatarpy (Schatarpi)
- Skrzydłowo (Schridlau)
- Horniki (Hornikau) (→ DW 221: Danzig – Kościerzyna (Berent))